# Mansfield Center (Massachusetts)
Mansfield Center – jednostka osadnicza w Stanach Zjednoczonych, w stanie Massachusetts, w hrabstwie Bristol.